# Takis Nikoloudis
Dimitrios „Takis“ Nikoloudis (griechisch Δημήτριος «Τάκης» Νικολούδης, * 26. August 1951) ist ein ehemaliger griechischer Fußballspieler.

## Spielerkarriere
Nikoloudis begann seine Profikarriere 1969 bei Iraklis Thessaloniki. Bis 1976 gewann er einmal den griechischen Pokal. In diesem Erfolgsjahr wechselte er zu AEK Athen. Bei seinem ersten Aufenthalt in Athen gewann der Mittelfeldspieler zweimal die griechische Meisterschaft und einmal den griechischen Pokal. Danach ging es weiter nach Piräus zu Olympiakos. In den drei Jahren in der Hafenstadt gewann er in jedem Jahr die Meisterschaft (insgesamt drei Mal) und einmal den Pokal. Damit konnte er sich von 1978 bis 1982 durchgehend griechischer Meister nennen. Im Jahr nach seinen fünften Meistertitel kehrte Nikoloudis zurück zu AEK Athen und gewann zum Abschluss 1983 noch den griechischen Pokal.
International nahm Nikoloudis an der Fußball-Europameisterschaft 1980 in Italien teil. Sein Tor in der Qualifikation gegen die Sowjetunion zum 1:0-Sieg brachte die Griechen nach Italien. Bei der EM wurde er einmal eingesetzt.

## Erfolge
- fünfmal griechischer Meister 1978, 1979, 1980, 1981, 1982
- viermal griechischer Pokalsieger 1976, 1978, 1981, 1983